# Glyptothorax gracilis
Glyptothorax gracilis és una espècie de peix de la família dels sisòrids i de l'ordre dels siluriformes.

## Morfologia
Els mascles poden assolir els 12,7 cm de llargària total.

## Distribució geogràfica
Es troba des de Sikkim i el Nepal fins a Himachal Pradesh (Índia).